# Lewski Sofia (piłka siatkowa)
Lewski Sofia – bułgarski klub siatkarski z Sofii powstały w 1924 roku. Lewski Sofia jest jednym z najbardziej utytułowanych klubów siatkarskich w Bułgarii. W swojej historii siedemnaście razy zdobył mistrzostwo Bułgarii, piętnaście razy Puchar Bułgarii i dwa razy Superpuchar Bułgarii. Sześciokrotnie zajął 2. miejsce w Pucharze Zdobywców Pucharów.

## Nazwy klubu
- 1944-1946 – PSK Lewski Sofia (bułg. ПСК Левски)
- 1946-1949 – Lewski Sofia
- 1949-1957 – Dinamo Sofia (bułg. Динамо)
- 1957-1969 – Lewski Sofia
- 1969-1992 – Lewski-Spartak Sofia (bułg. Левски-Спартак)
- 1992-1993 – Lewski-Si-Dżi-Ej Sofia (bułg. Левски-Си-Джи-Ей)
- 1993-1995 – Lewski Sofia
- 1995-2010 – Lewski Sikonko Sofia (bułg. Левски Сиконко)
- 2010-2013 – Lewski Wolej (bułg. Левски Волей)
- 2013-2016 – Lewski Booł (bułg. Левски Боол)
- od 2016 – Lewski Sofia

## Historia
W 1911 roku grupa uczniów gimnazjum męskiego w Sofii, mieszczącego się ówcześnie przy ulicy kniazia Borysa I, podjęła decyzję o założeniu piłkarskiego klubu sportowego. Początkowo nazwali swój projekt „szóstym klubem” (bułg. шестия тим), ponieważ w Sofii istniało wówczas pięć innych klubów piłkarskich: Ljuben Karawełow, Sportkłub, Kłub futboł Matinkata, Sławia oraz Sawata. Wojny bałkańskie przeszkodziły jednak w realizacji projektu. Dopiero wiosną 1914 roku projekt powołania klubu udało się urzeczywistnić. Za namową Borisa Wasilewa klubowi nadano nazwę Lewski na cześć Wasiła Lewskiego – przywódcy walk o wyzwolenie Bułgarii spod panowania Imperium Osmańskiego.
Siatkarska sekcja w ramach klubu powstała w 1924 roku. Męska drużyna jako Pocztowy Klub Sportowy Lewski (bułg. Пощенски спортен клуб Левски) zadebiutowała w mistrzostwach Bułgarii w 1945 roku i zdobyła tytuł mistrzowski. Rok później zajęła 3. miejsce.
W latach 1949–1957 klub nosił nazwę Dinamo Sofia. W 1957 roku powrócił do nazwy Lewski. W 1959 roku zdobył drugi tytuł mistrza Bułgarii.
22 stycznia 1969 roku Lewski połączył się ze Spartakiem, tworząc klub Lewski-Spartak. Pod tą nazwą siatkarski klub występował do 1992 roku. W tym czasie męska drużyna zdobyła trzy tytuły mistrza Bułgarii (1980, 1985, 1992) oraz pięć razy puchar krajowy (1972, 1980, 1983, 1987, 1989). Osiągnęła również liczne sukcesy w europejskich pucharach. W pierwszej edycji Pucharu Europy, która odbyła się w sezonie 1959/1960, Lewski-Spartak doszedł do półfinału. W Pucharze Zdobywców Pucharów sześć razy zajął 2. miejsce (1975, 1979, 1982, 1985, 1987, 1989), a dwa razy 3. miejsce (1973, 1988).
Po zakończeniu współpracy ze Spartakiem w 1993 roku klub powrócił do nazwy Lewski. W 1995 roku sponsorem tytularnym klubu zostało przedsiębiorstwo Sikonko Holding (bułg. Сиконко Холдинг). Zespół Lewski Sikonko zdominował krajowe rozgrywki, zdobywając dziesięć tytułów mistrza Bułgarii (1997, 1999–2006, 2009) oraz siedem razy krajowy puchar (1996, 1997, 2000, 2001, 2003, 2004, 2006). Domowe mecze rozgrywał w hali w stołecznym rejonie Ljulin.
W 2008 roku w mediach pojawiła się informacja, że zarząd zamierza zmienić nazwę klubu, rezygnując z członu „Lewski”, a pozostawiając wyłącznie nazwę „Sikonko”. Zapowiedź ta spotkała się z silnym sprzeciwem ze strony kibiców Lewskiego. Przed początkiem sezonu 2010/2011, aby zapobiec narastającemu kryzysowi, zarząd zdecydował, że drużyna będzie występować pod nazwą Lewski Wolej. Pomimo zmiany nazwy Sikonko pozostało sponsorem generalnym.
Klub zmagał się z coraz większymi problemami finansowymi. Na początku 2013 roku Inwestbank (bułg. Инвестбанк) ze względu na niespłacenie przez Sikonko Holding kredytu hipotecznego przejął halę sportową w Ljulinie i wystawił ją na sprzedaż. Lewski nie miał własnej hali, stąd musiał korzystać z kilku obiektów, m.in. z hal „Uniwersiada” i „Christo Botew”.
Po zakończeniu sezonu 2012/2013 Lewski Wolej zaprzestał swojej działalności i został postawiony w stan likwidacji. We wrześniu 2013 roku zarejestrowany został nowy klub pod nazwą Lewski Booł (lub Lewski Ball). Bułgarski Związek Piłki Siatkowej zezwolił mu na grę w najwyższej klasie rozgrywkowej, pomimo że nie był on prawnym następcą klubu Lewski Wolej, co wzbudziło liczne kontrowersje. W 2014 roku Lewski Booł zdobył Puchar Bułgarii.
Przed początkiem sezonu 2016/2017 klub powrócił do swojej pierwotnej nazwy – Lewski Sofia. 29 stycznia 2021 roku oficjalnie otwarta została klubowa hala Lewskiego. W 2023 roku Lewski po raz pierwszy zdobył superpuchar.

## Sukcesy
Puchar Zdobywców Pucharów:
- 2. miejsce (6x): 1975, 1979, 1982, 1985, 1987, 1989
- 3. miejsce (2x): 1973, 1988

Mistrzostwa Bułgarii:
- 1. miejsce (17x): 1945, 1959, 1980, 1985, 1992, 1997, 1999, 2000, 2001, 2002, 2003, 2004, 2005, 2006, 2009, 2024[19], 2025[20]
- 2. miejsce (13x): 1958, 1960, 1971, 1978, 1981, 1982, 1983, 1984, 1987, 1988, 1989, 1990, 2007
- 3. miejsce (18x): 1946, 1957, 1962, 1963, 1965, 1969, 1970, 1975, 1976, 1977, 1979, 1986, 1991, 2010, 2013, 2014, 2021, 2023

Puchar Bułgarii:
- 1. miejsce (15x): 1972, 1980, 1983, 1987, 1989, 1996, 1997, 2000, 2001, 2003, 2004, 2006, 2012, 2014, 2025[21]

Superpuchar Bułgarii:
- 1. miejsce (2x): 2023, 2024[22]

## Kadra zespołu w sezonie 2024/2025[23]
| Nr | Imię i nazwisko                         | Data ur. | Wzrost | Pozycja      |
| -- | --------------------------------------- | -------- | ------ | ------------ |
| 1  | Petko Petkow                            | 2008     | 191    | rozgrywający |
| 2  | Nikołaj Nikołaew                        | 2007     | 200    | środkowy     |
| 3  | Dimityr Pejczinow                       | 2008     | 213    | atakujący    |
| 5  | Swetosław Gocew                         | 1990     | 205    | środkowy     |
| 6  | Kostadin Kozelow                        | 2005     | 197    | środkowy     |
| 7  | Konstantin Czipew                       | 2006     | 182    | libero       |
| 8  | Todor Skrimow                           | 1990     | 192    | przyjmujący  |
| 9  | Władimir Garkow                         | 2003     | 198    | przyjmujący  |
| 10 | Stoił Palew                             | 2003     | 187    | rozgrywający |
| 11 | Petjo Iwanow                            | 2007     | 188    | przyjmujący  |
| 12 | Wiktor Żekow (syn Andreja Żekowa)       | 2005     | 194    | rozgrywający |
| 13 | Georgi Sałparow (syn Teodora Sałparowa) | 2007     | 193    | przyjmujący  |
| 14 | Damjan Kolew                            | 2002     | 176    | libero       |
| 15 | Daniel Tanew                            | 2008     | 205    | przyjmujący  |
| 17 | Erik Georgiew                           | 2007     | 200    | atakujący    |
| 18 | Wenisław Antow                          | 2004     | 196    | atakujący    |
| 20 | Martin Totkow                           | 2008     | 200    | środkowy     |
| 22 | Július Firkaľ                           | 1998     | 196    | przyjmujący  |
| 99 | Liván Osoria                            | 1994     | 201    | środkowy     |

## Udział w europejskich pucharach
| Sezon     | Rozgrywki                        | Osiągnięcie  |
| --------- | -------------------------------- | ------------ |
| 1959/1960 | Puchar Europy Mistrzów Klubowych | półfinał     |
| 1972/1973 | Puchar Zdobywców Pucharów        | 3. miejsce   |
| 1974/1975 | Puchar Zdobywców Pucharów        | 2. miejsce   |
| 1978/1979 | Puchar Zdobywców Pucharów        | 2. miejsce   |
| 1980/1981 | Puchar Europy Mistrzów Klubowych | 1/8 finału   |
| 1981/1982 | Puchar Zdobywców Pucharów        | 2. miejsce   |
| 1983/1984 | Puchar Zdobywców Pucharów        | ćwierćfinał  |
| 1984/1985 | Puchar Zdobywców Pucharów        | 2. miejsce   |
| 1985/1986 | Puchar Europy Mistrzów Klubowych | 1/8 finału   |
| 1986/1987 | Puchar Zdobywców Pucharów        | 2. miejsce   |
| 1987/1988 | Puchar Zdobywców Pucharów        | 3. miejsce   |
| 1988/1989 | Puchar Zdobywców Pucharów        | 2. miejsce   |
| 1989/1990 | Puchar Zdobywców Pucharów        | 1/8 finału   |
| 1991/1992 | Puchar CEV                       | 1/8 finału   |
| 1992/1993 | Puchar Europy Mistrzów Klubowych | 1/8 finału   |
| 1993/1994 | Puchar Zdobywców Pucharów        | 1/8 finału   |
| 1994/1995 | Puchar CEV                       | II runda     |
| 1998/1999 | Puchar CEV                       | 1/8 finału   |
| 1999/2000 | Puchar Europy Mistrzów Klubowych | faza grupowa |
| 2000/2001 | Liga Mistrzów                    | faza grupowa |
| 2001/2002 | Liga Mistrzów                    | faza grupowa |
| 2002/2003 | Liga Mistrzów                    | faza grupowa |
| 2003/2004 | Liga Mistrzów                    | faza grupowa |
| 2004/2005 | Liga Mistrzów                    | faza grupowa |
| 2005/2006 | Liga Mistrzów                    | faza grupowa |
| 2006/2007 | Liga Mistrzów                    | faza grupowa |
| 2007/2008 | Puchar Challenge                 | I runda      |
| 2012/2013 | Puchar CEV                       | 1/16 finału  |
| 2012/2013 | Puchar Challenge                 | 1/16 finału  |
| 2016/2017 | Puchar CEV                       | 1/8 finału   |
| 2017/2018 | Puchar Challenge                 | 1/16 finału  |
| 2018/2019 | Puchar Challenge                 | 1/16 finału  |
| 2021/2022 | Puchar Challenge                 | 1/16 finału  |
| 2023/2024 | Puchar Challenge                 | ćwierćfinał  |
| 2024/2025 | Liga Mistrzów                    |              |
| Źródło:   |                                  |              |